# George MacDonnell
Pour les articles homonymes, voir MacDonnell (homonymie).
Ne doit pas être confondu avec Alexander McDonnell.
George Alcock MacDonnell est un Révérend et un joueur d'échecs irlandais né à Dublin en Irlande le 16 août 1830 et mort le 3 juin 1899. Il fut troisième du tournoi international de Dundee en 1867 et quatrième des tournois internationaux de Londres en 1862 (devant Wilhelm Steinitz, Blackburne et Lowenthal), 1872 et 1876 et deuxième de la Challenge cup britannique en 1866.

## Biographie et carrière
MacDonnell naquit en 1830. Il fut surnommé  Le Champion dans le cercle d'échecs de Dublin et fit ses études au Trinity College de Dublin. Il fut ordonné curate (en) (assistant du prêtre) à Londres en 1856. En janvier 1872, il fut révoqué pendant quatre années pour avoir célébré le mariage d'une personne divorcée. 
En 1857, Mac Donnell fut éliminé lors du deuxième tour du tournoi d'échecs mineur de Manchester.
MacDonnell remporta le  quatrième prix du tournoi d'échecs de Londres 1862. La même année, il battit George Henry Mackenzie (+7 −4 =2) puis perdit contre le même joueur (+3 −6 =2). En 1865, il termina deuxième derrière Steinitz d'un tournoi à Dublin. En 1866, il finit deuxième ex æquo derrière Cecil de Vere de la première Challenge Cup, ancêtre du championnat britannique, puis troisième ex æquo en 1868-1869 et quatrième en 1872. 
En 1867, MacDonnell fut troisième du tournoi de Dundee, ex æquo avec De Vere, derrière  Gustav Neumann et Steinitz. Il termina quatrième du tournoi de Londres en 1872 (tournoi international remporté par Steinitz devant Blackburne et Zukertort) et en 1876 (tournoi du Cigar Divan remporté par Blackburne devant Zukertort), puis il finit troisième du tournoi mineur de Londres en 1883.
En 1873, MacDonnell battit John Wisker en match (+3 =1) puis perdit le match revanche l'année suivante 6 à 9 (+4 −7 =4). En 1887, il perdit un match à Londres contre Joseph Blackburne (+1 −2 =1). 
MacDonnell cessa de participer aux compétitions après 1887 et mourut d'une longue maladie en 1899.

## Publications
MacDonnell  publia des articles dans la rubrique d'échecs de l'Illustrated and Dramatic News. Il écrivit deux livres de biographies de maîtres d'échecs : Chess Life-Pictures en 1883 et The Knights and Kings of Chess à Londres en 1894.